# Erik Petersen
Erik Petersen, född 23 september 1939 i Köpenhamn, död 21 februari 2025, var en dansk  roddare.
Petersen blev olympisk guldmedaljör i fyra utan styrman vid sommarspelen 1964 i Tokyo.